# Cuscuta campestris
Espèce
Classification phylogénétique
Cuscuta campestris, cuscute champêtre, « cheveux du diable » ou   « griffes du diable », est une espèce de plantes dicotylédones de la famille des Convolvulaceae. Elle est originaire d'Amérique du Nord et s'est naturalisée dans de nombreuses régions du monde, notamment en Europe.
C'est une plante herbacée parasite qui se rencontre notamment dans les cultures de luzerne et d'autres légumineuses (Fabaceae), souvent propagée par des semences contaminées. 

## Description
C'est une plante quasiment sans chlorophylle, parasite, elle colonise un grand nombre de végétaux. Les feuilles sont pratiquement inexistantes, les fleurs, groupées en glomérules aux nœuds, sont blanches, avec 5 pétales triangulaires, deux styles et des étamines saillantes. La tige, jaune ou orangé clair, s'entortille en se nourrissant de la plante hôte par ses suçoirs.

## Caractéristiques

### Organes reproducteurs
- Type d'inflorescence : glomérules
- Répartition des sexes : hermaphrodite
- Type de pollinisation : entomogame, autogame
- Période de floraison : juin à octobre

### Graine
- Type de fruit : capsule s'ouvrant transversalement. Contenant 2 à 3 graines.
- Mode de dissémination : barochore. Néanmoins, noter que cet envahisseur a été livré par trois fois en Australie avec des lots de semence, et il y pose de sérieux problèmes.

### Habitat et répartition
- Habitat type : pelouses calcaire
- Aire de répartition : eurasiatique méridional

Données d'après: Julve, Ph., 1998 ff. - Baseflor. Index botanique, écologique et chorologique de la flore de France. Version : 23 avril 2004. 

## Galerie de photos

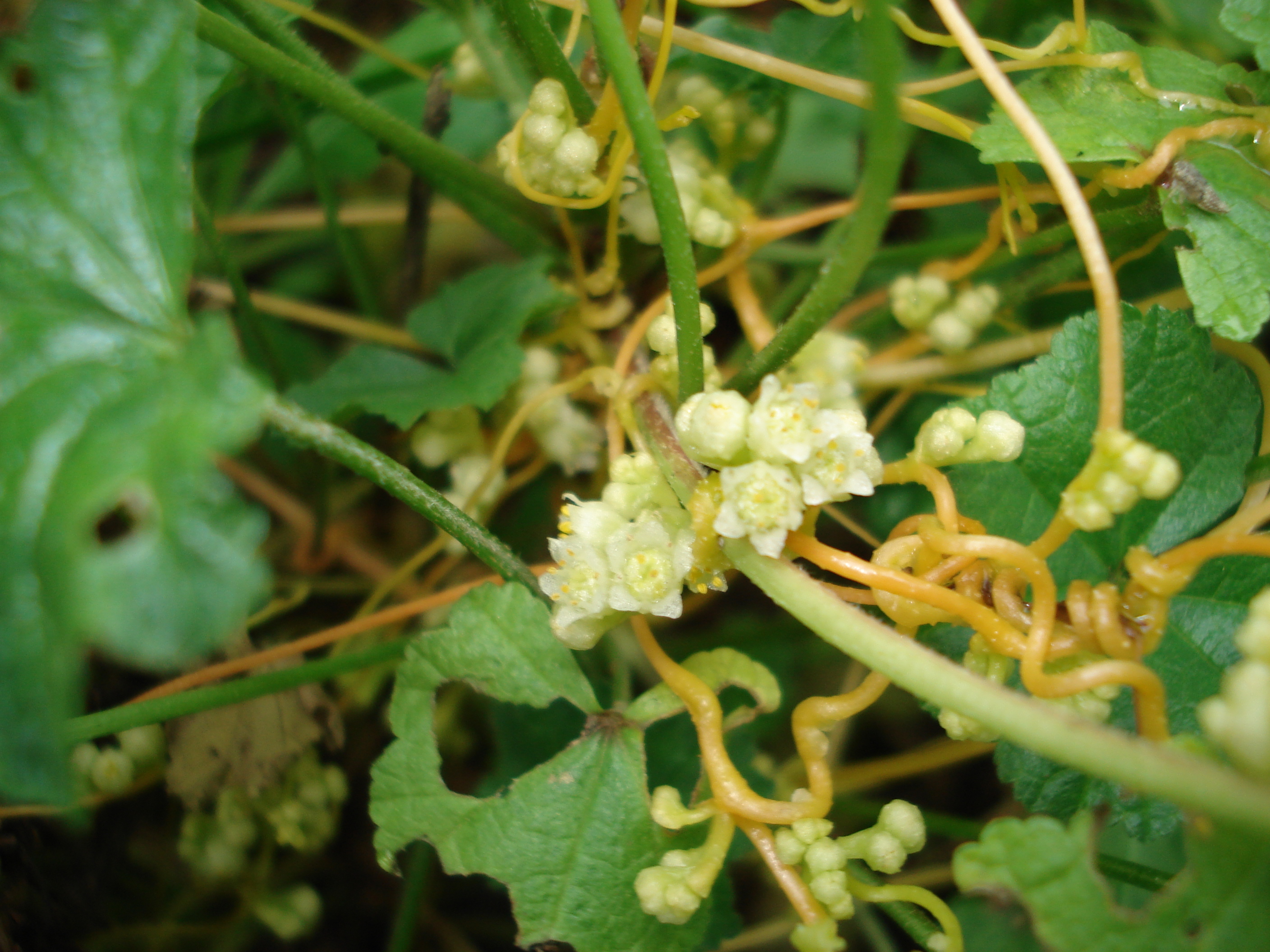
Fleurs de la Cuscute champêtre
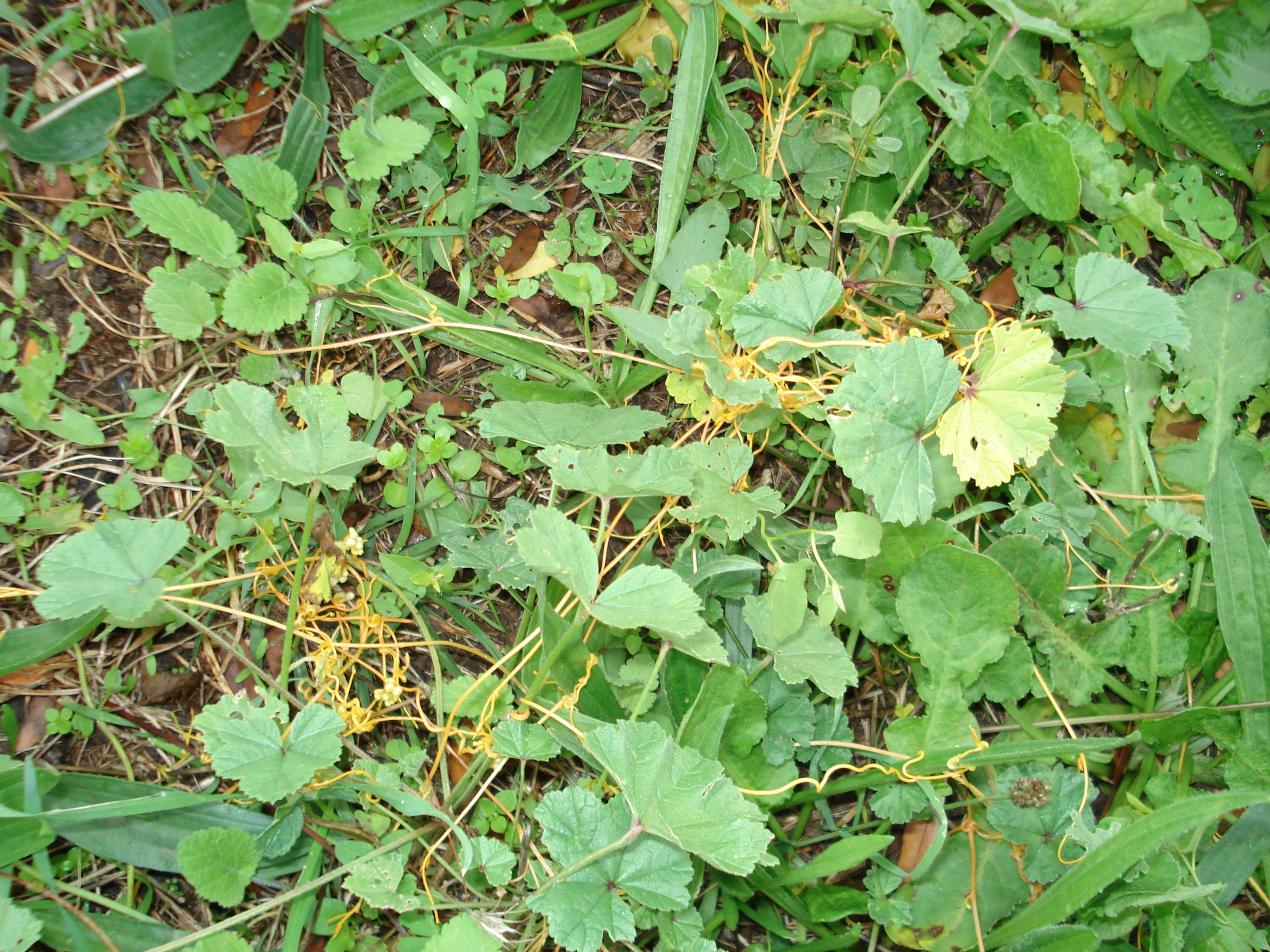
Cuscuta campestris : colonisation du milieu
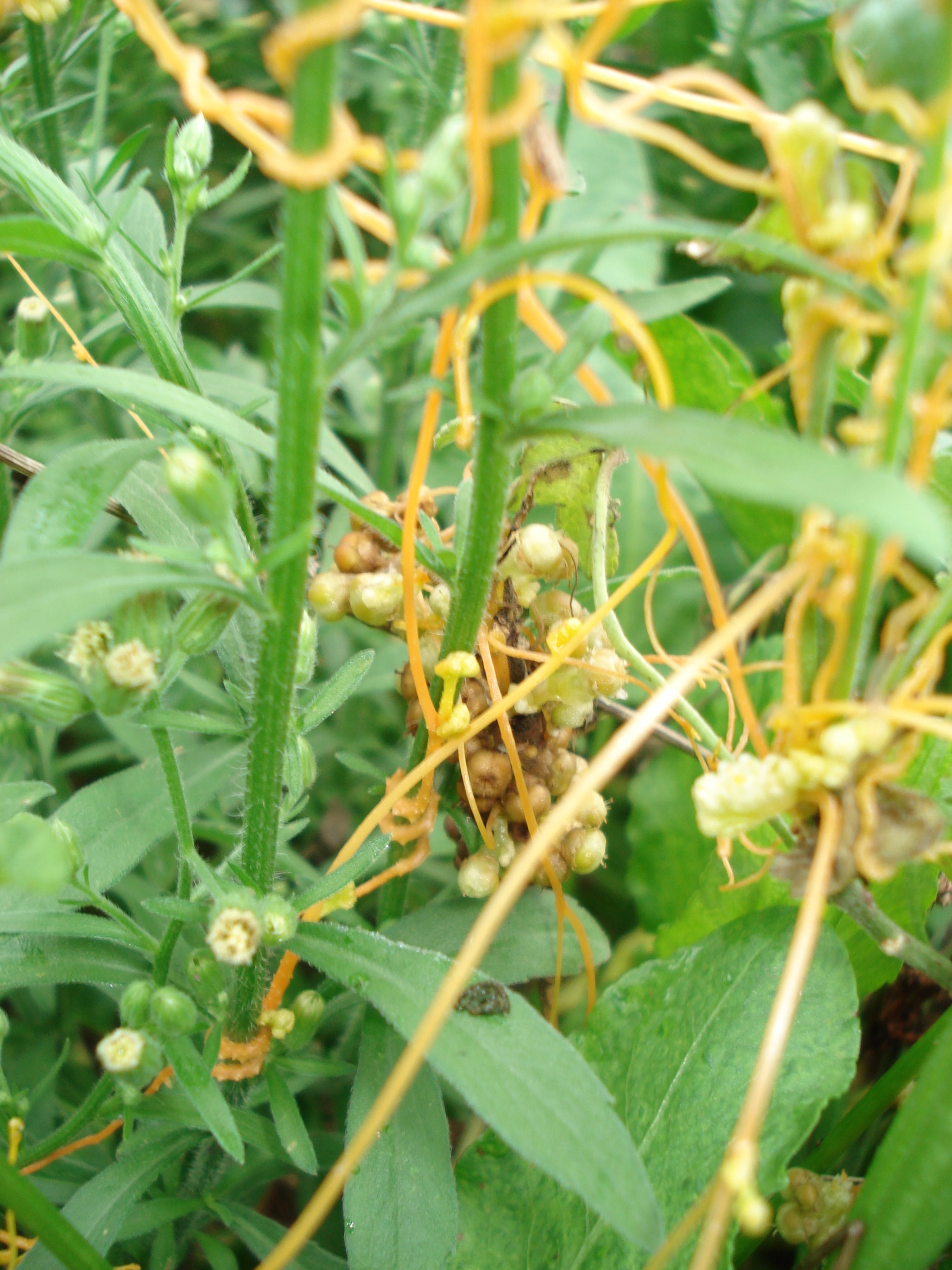
Cuscuta campestris infrutescence
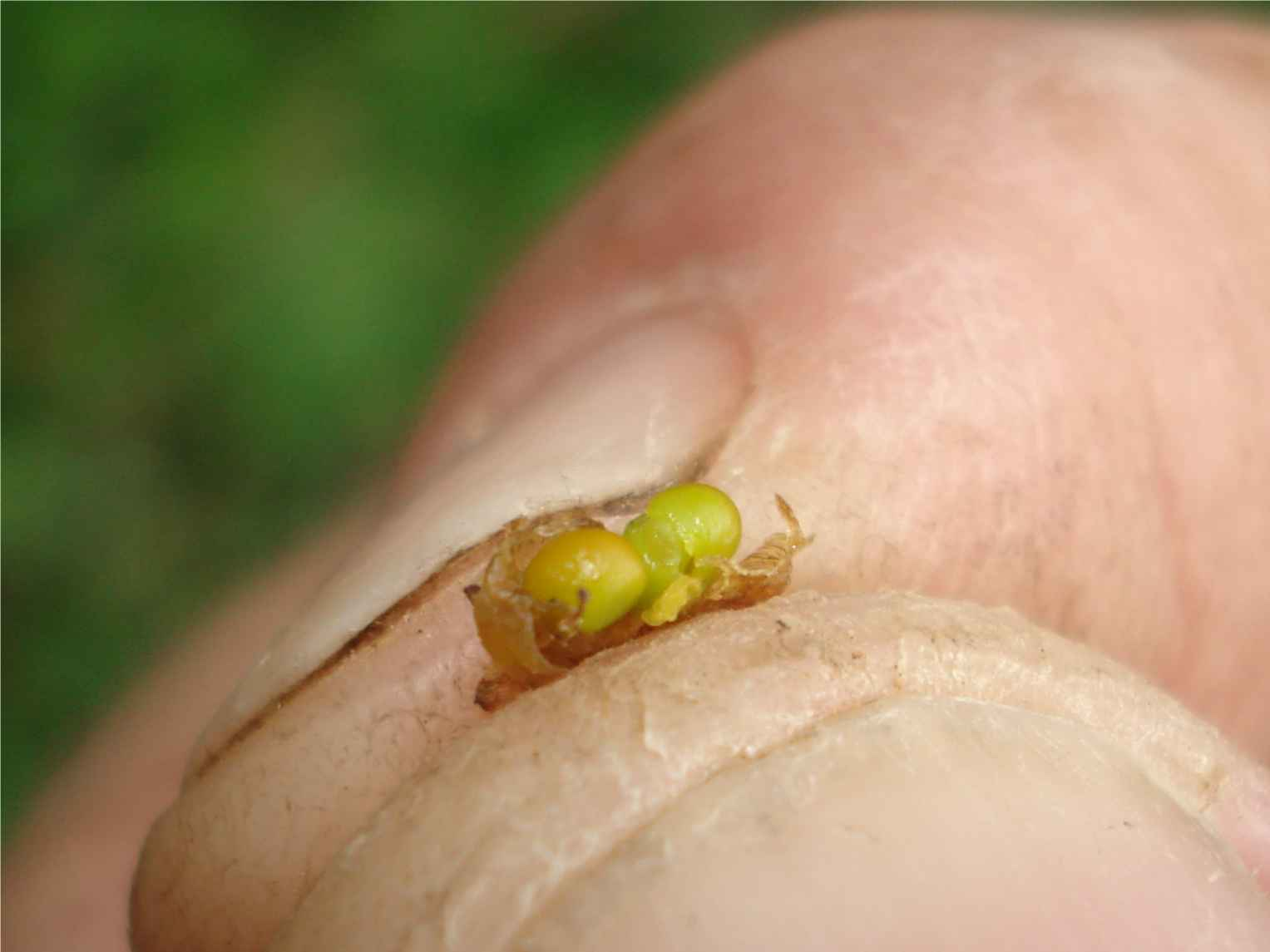
Cuscuta campestris - 2 graines dans une capsule

## Synonymes et noms communs
Flax dodder, Teufelszwirn, cuscuta, cabellos de venus, clover dodder, love vine, witsches' shoelaces ; hairweeds ; Devilguts, cuscuta epitimo ; pittimo ; erba lava, epítimo ; barbas de capuchino ; cabellos de tomillo, cheveux du diable, cheveux de Vénus ; barbe de moine, griffes du diable, Quendel-Seide ; Quendelseide ; Kleeseide ; Quendel-Teufelszwirn.